# Typenlehre
Typenlehren (auch Persönlichkeitstypologien) sind Persönlichkeitstheorien, die versuchen, Menschen nach ihren Persönlichkeiten zu kategorisieren.
In der modernen Psychologie wurde der Begriff der Typen nicht einheitlich verwendet und hat daher für Verwirrung gesorgt. Da die Ergebnisse von Persönlichkeitstests in der Regel eher auf eine Glockenkurve als in voneinander abgrenzbare Kategorien fallen, wurden Persönlichkeitstypentheorien von psychometrischen Forschern erheblich kritisiert. Aufgrund dieser Probleme sind Theorien zu Persönlichkeitstypen in der Psychologie in den Hintergrund getreten. Es scheint heute unmöglich, die Vielfalt der menschlichen Persönlichkeit mit einer kleinen Anzahl voneinander abgrenzbarer Typen zu erklären. Sie empfehlen stattdessen Merkmalsmodelle wie das Fünf-Faktoren-Modell.

## Antike Typenlehren
Die antiken Typenlehren standen meist in Verbindung mit Naturelementen.

### Empedokles: Vier-Elemente-Lehre

Übersicht über die vier Elemente der Antike

Empedokles (495–435 v. Chr.) hielt Menschen für von den „Vier Elementen“ Feuer, Luft, Wasser und Erde geprägt.

### Hippokrates und Galen: Vier-Säfte-Lehre
Hippokrates (ca. 460–370 v. Chr.) unterschied die menschliche Physiologie und ihre Erkrankungen anhand mehrerer Körpersäfte (Blut, Schleim, gelbe und schwarze Galle, Wasser).
Galen (2. Jh. n. Chr.) schrieb die Lehre der Humoralpathologie in einer systematischen Form nieder und ordnete vier Säften vier Temperamente zu. Diese Temperamentenlehre bezieht sich auf die charakterlichen Eigenschaften eines Menschen. Die Säfte und Temperamente entsprechen außerdem jeweils einem der Elemente.

### Aristoteles
Aristoteles (384–322 v. Chr.) meinte in der Blutbeschaffenheit die Temperamente wiederzufinden (in De generatione et corruptione). Das Blut könne warm oder kalt sowie trocken oder nass sein. Diese Eigenschaften entstehen aus der Beziehungen zweier Elemente.
Zusätzlich zu den vier Elementen gebe es nach Aristoteles noch eine »quinta essentia« („fünftes Element“), den ewigen Äther, der alles durchdringt.
Die Typenlehre findet sich auch an vielen anderen Stellen seiner Schriften, so in der Ethica Nicomachea (1150–1154) und der Ethica Eudemeia.

## Moderne westliche Typenlehren
Das derzeitige Standardmodell der Wissenschaft ist das Big Five. Zusätzlich gibt es mehrere weitere theoriegeleitete Typenlehren, die häufiger Verwendung finden, vor allem in der Managementlehre und der Alltagspsychologie. Diese wurden bisher von der empirischen Wissenschaft noch nicht vollständig untersucht. Zumindest im Fall von MBTI und Enneagramm konnte aber durch systematische Übersichtsarbeiten bereits die grundsätzliche Reliabilität und Validität bestätigt werden. Ebenfalls äußerst häufig genutzt werden Sternzeichen, welche von der Wissenschaft allerdings klar abgelehnt werden.

### Big Five
Ein lexikalischer Ansatz, der annimmt, dass sich die Persönlichkeitsmerkmale in der Sprache niederschlagen. Nach diesem Ansatz werden die Personen auf Skalen des Neurotizismus, der Extraversion, der Offenheit für Erfahrungen, der Gewissenhaftigkeit, und der Verträglichkeit eingeordnet. Die Big Five gelten heute international als das universelle Standardmodell in der Persönlichkeitsforschung. Sie wurden innerhalb der letzten zwanzig Jahre in über 3.000 wissenschaftlichen Studien verwendet.

### „Psychologische Typen“ von C. G. Jung
C. G. Jung (1875–1961) versuchte, die Menschen zu klassifizieren, da diese aufgrund ihrer Unterschiedlichkeit verschiedene Therapien brauchten (in Psychologische Typen, 1921).
Jung unterschied zunächst die Menschen in Bezug auf ihre grundlegende Einstellung gegenüber der Welt in extravertiert und introvertiert. Diese Differenzierung nennt Jung Einstellungstypen. Daneben nimmt er die Unterscheidung in vier weitere Typen vor, die er als Bewusstseinsfunktionen betrachtet. Diese sind Denken, Fühlen, Empfinden und Intuieren. Jung unterscheidet nach Einstellungstyp und der Bewusstseinsfunktion, d. h., es gibt beispielsweise den introvertierten Fühltyp, den extrovertierten intuitiven Typ usw. Somit kann man also acht Typen unterscheiden.

### Erweiterungen bzw. Abwandlungen von Jungs Theorie
Kombiniert man die Aspekte von Jung anders, kommt man auf 16 Typen.

#### Myers-Briggs-Typindikator (amerikanisch)
Der Myers-Briggs-Typindikator (MBTI) ist eine Weiterentwicklung der Typenlehre Jungs. Dabei gibt es für vier Dimensionen jeweils zwei (beliebig kombinierbare) Möglichkeiten:
Introversion (I) oder Extraversion (E)
Intuition (N) oder Sensing (S)
Feeling (F) oder Thinking (T)
Judging (J) oder Perceiving (P)
Somit gibt es 24 = 16 Typen (beispielsweise ISTJ oder INTP u. s. w.).

#### Sozionik (aus der früheren Sowjetunion)
Die Sozionik wurde in den 1970er Jahren von der Litauerin Aušra Augustinavičiūtė entwickelt. Sie basiert ebenfalls auf Jungs Theorie und ähnelt dem Myers-Briggs-Typindikator, ist aber völlig unabhängig von diesem entstanden.
Die Einschätzung basiert eher auf persönlicher Einschätzung als auf Fragebögen (wie beim MBTI).
Ein besonderer Schwerpunkt in der Sozionik liegt darin, die sechzehn Typen nicht nur einzeln zu beschreiben, sondern auch die verschiedenen (Paar-)Beziehungen zu analysieren. Nach Ansicht führender Sozioniker verlaufen einige Beziehungen in aller Regel sehr harmonisch, während andere mit an Sicherheit grenzender Wahrscheinlichkeit zum Scheitern verurteilt seien.

### Enneagramm

Das Enneagramm-Symbol, ein neunspitziger Stern

Das Enneagramm basiert auf neun verschiedenen Typen (je drei aus dem Bereich Kopf-, Herz- und Bauchmenschen). Das Enneagramm ist auf (spirituelles) Wachstum bzw. Reifen ausgerichtet.

### Körperbautypen
Ernst Kretschmer (1888–1964) klassifizierte in seiner physischen Konstitutionslehre und Charakterkunde vier Körperbautypen. Sie weisen jeweils typische Charakterzüge auf und neigen im Falle einer psychischen Erkrankung jeweils zu einem fest umschriebenen Typ von Psychosen, die von dem Psychiater Emil Kraepelin (1856–1926) beschrieben wurden. Diese Körperbautypen sind der pyknische, athletische, leptosome und dysplastische Typ. Dieselbe Grundrichtung, die sich innerhalb der Charakterstruktur zeigt, tritt bei der Krankheit in übersteigerter Form auf. Diese Zusammenhänge sind nicht absolut, doch im statischen Sinne gesichert. Kretschmers Arbeiten waren bahnbrechend, weil mit ihnen das Konzept der endogenen Psychosen untermauert werden konnte.
|              | Körpermerkmal         | Charakter                | Psychose          |
| ------------ | --------------------- | ------------------------ | ----------------- |
| Pykniker     | breit-rundlich        | zyklothym, synton        | manisch-depressiv |
| Athletiker   | knochig-muskulär      | viskös-erregbar-explosiv | Epilepsie         |
| Leptosome    | lang-schmal           | starr-kühl-misstrauisch  | schizophren       |
| Dysplastiker | atypisch-missgebildet | ?                        | Epilepsie         |

### Vier-Quadranten-Modell
Basierend auf der Vorstellung, dass verschiedene Bereiche des menschlichen Gehirns für verschiedene Aufgaben und Bereiche zuständig sind (siehe Triune Brain), veröffentlichte Ned Herrmann 1978 seinen Fragebogen zum Vier-Quadranten-Modell. Danach stehe jeder der vier Bereiche (cerebral, limbisch, rechte und linke Hemisphäre) für einen Denkstil und damit einen Persönlichkeitstypus.

### DISG-Typen
William Moulton Marston publizierte seine Typologie im Jahr 1928, die er aus der (subjektiven) Beobachtung verhaltensauffälliger Kinder aus New York City und Insassen eines texanischen Gefängnisses entwickelte. Marston war zwar Wissenschaftler, hat aber seine Methodik nicht angegeben und Bezug zu diversen Naturkräften wie Wasser und Gravitation hergestellt. Somit fällt diese Typologie in den Grenzbereich Wissenschaft/Esoterik. Die Buchstaben stehen für Dominance, Inducement, Submission und Compliance (deutsch Gewissenhaftigkeit). Die besonderen Merkmale von D-Typen sind unter anderem: Dominanzstreben, Entschlossenheit, Kampfbereitschaft, Kühnheit und Neigung zur Aggressivität. Dieses Verhaltensprinzip vergleicht Marston unter anderem mit der Naturkraft des Wassers, das sich seinen Weg bahnt und dabei alle möglichen Hindernisse überwindet.
Der zum D-Typ komplementäre C-Typ ist eher introvertiert und neigt zu Ängstlichkeit, Vorsicht, Zurückhaltung und Schüchternheit. Menschen dieses Typs streben häufig nach Harmonie und emotionalen Bindungen, sie fühlen sich der Natur verbunden und glauben häufig an höhere Mächte. I-Typen nehmen – wie auch wie D-Typen – an, sie seien ihrem Umfeld (intellektuell) überlegen. Ihr Verhalten ist weniger durch Kampfbereitschaft, sondern mehr durch Verführung und Überzeugung Anderer gekennzeichnet. In der Regel sind sie charmant und beeindruckend, haben eine anziehende (charismatische) Ausstrahlung – sind also gute Verkäufer und Selbstdarsteller. Marston vergleicht diese Anziehungskraft mit der Gravitation. Komplementär zum I-Typ ist der S-Typ. Dabei wird der Begriff Submission im Deutschen (zum Beispiel beim deutschsprachigen DISG-Test) durch „Stetigkeit“ wiedergegeben. Menschen dieses Typs neigen dazu, anderen bereitwillig zu folgen; sie sind großzügig, freundlich, gehorsam, wohlwollend, umsichtig und altruistisch. Durch diese Verhaltensneigungen profitieren sie von der Stärke ihrer (komplementären) I-Typen, indem sie sich mit ihnen verbünden. John G. Geier hat aus diesen Begriffen den DISG-Test entwickelt.

### Sternzeichen (Astrologie)

Der Tierkreis

Das auf die frühe Antike zurückgehende System der astronomischen Einteilung des Jahres nach Tierkreiszeichen (Widder, Stier, Zwillinge, Krebs, Löwe, Jungfrau, Waage, Skorpion, Schütze, Steinbock, Wassermann, Fische) ist Grundlage für eine Typologie mit zwölf Typen. Dabei determiniert das Geburtsdatum den Typ. Die Einteilung kann noch deutlich verfeinert werden zu einem fast individuellen Horoskop, beispielsweise durch den Aszendenten. Die Astrologie hat auch die Vier-Elemente-Lehre aufgegriffen, indem sie jedem Tierkreiszeichen eines der Elemente beiordnet.
Die Sternzeichen sind Esoterik; sie werden von der empirischen Wissenschaft klar abgelehnt.

### Andere
Andere Typensysteme sind:
- Bindungstypen
- Bioklimatischer Reaktionstyp[15] (K-Typ/W-Typ) nach Manfred Curry (1946)
- Faktorenanalyse als offenes Verfahren
- Psychoanthropologie nach Ludwig Ferdinand Clauß
- Soziale Typen, z. B. der Homo oeconomicus bei Eduard Spranger
- Terlusollogie (Atemtypenlehre nach Erich Wilk)

## (Fern-)östliche Typenlehren

### Dosha/Ayurveda
Diese Theorie unterteilt die Menschen in Typen entsprechend ihrem Dosha (Lebensenergie): Vata (unstetig), Pitta (exzessiv) und Kapha (langsam). Auch hier finden sich Zuordnungen zu Elementen.
Die darauf basierende Heilkunde ist Ayurveda.